# 天滝渓谷

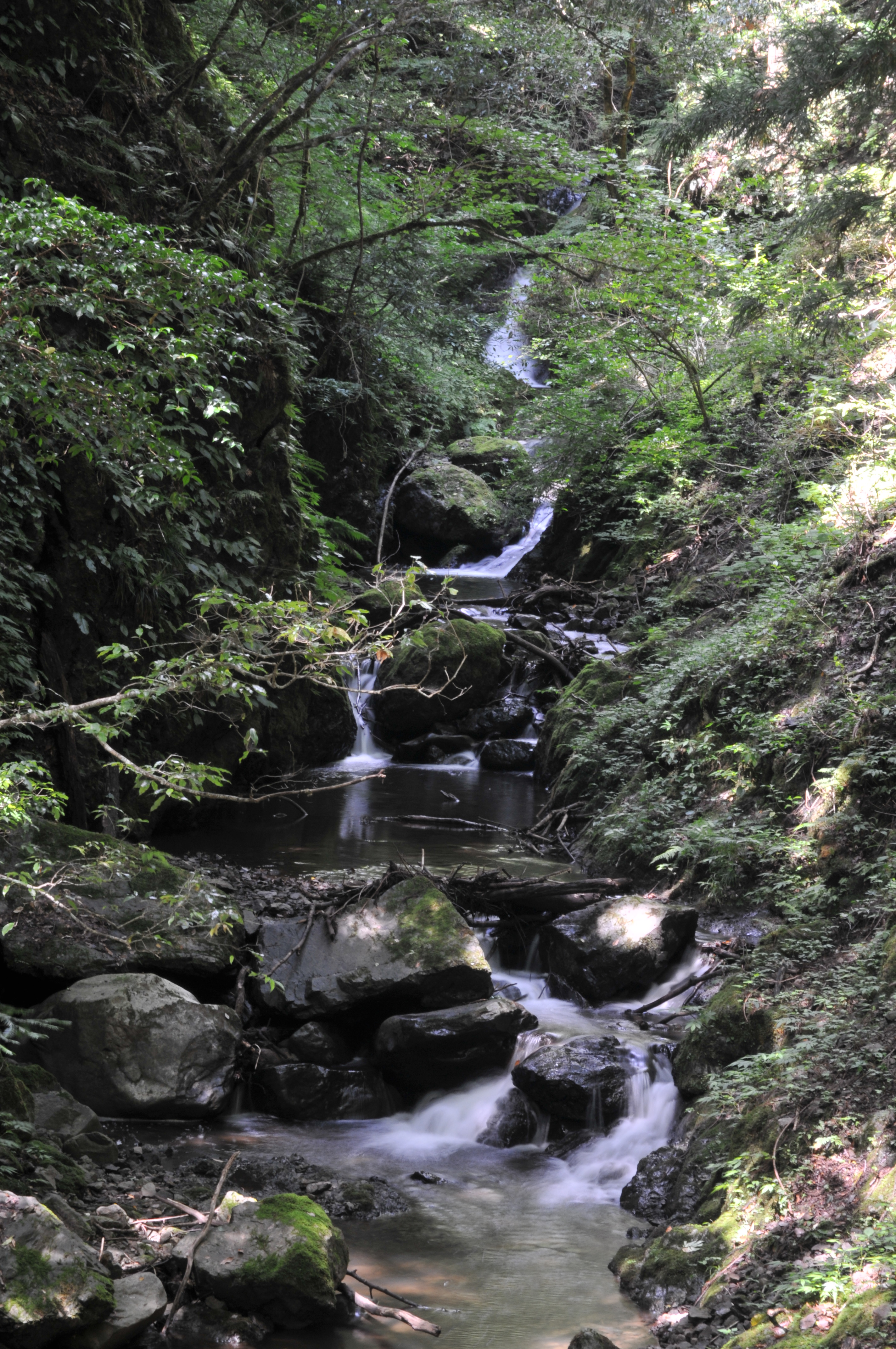
天滝渓谷（岩間の滝周辺）

天滝渓谷（てんだきけいこく）は、兵庫県養父市大屋町筏にある渓谷。
兵庫県最高峰の氷ノ山を源とする渓流天滝川に刻まれた谷で、滝と森林の景勝地。氷ノ山後山那岐山国定公園の区域にあって、原生林に覆われた渓谷沿いの遊歩道は「森林浴の森100選」に選定されている。
渓谷には数多くの滝があり、中でも天滝は名高く「但馬名三瀑」の一つとされ、「日本の滝100選」にも選定されている。

## 渓谷にある主な滝

### 天滝
氷ノ山の東方33kmに位置する落差98mの雄大な滝は、天から降り注ぐかのような荘厳さからその名が付けられたとされる。弘法大師（空海）所縁とする伝承が残り、「大和長谷寺縁起」や「役の行者本記」などにもその名を残す。1996年（平成8年）度のNHK連続テレビ小説「ふたりっ子」のオープニングに登場した滝でもある。

### その他の滝
- しのび滝
- 岩間の滝
- 糸滝[1]
- 連理の滝
- 久遠の滝
- 夫婦滝[1]
- 鼓ヶ滝[1]
- 天滝

## 祭事・イベント
- 4月：天滝祭り
- 11月：天滝もみじ祭り

## 所在地
兵庫県養父市大屋町筏（〒667-0322）

## 交通アクセス
- 新大阪駅・大阪駅より特急こうのとりで約150分、JR山陰本線八鹿駅下車。全但バス「明延」または「自然学校前」行きで約50分、「大屋」停留所で乗り換えて「奥若杉」行きで約10分、「天滝口」停留所下車。天滝までは徒歩約60分。

## 周辺
- 杉ヶ沢高原（天滝渓谷の上流）
- 天滝公園キャンプ場（天滝渓谷の麓）
- 樽見の大ザクラ（同町内の国定天然記念物）
- 音水渓谷（水源の森100選） - 原不動滝（日本の滝100選）
- 瀞川渓谷（日本の秘境100選） - 瀞川不動滝
- 瀞川平（兵庫県観光100選第一位） - 但馬高原植物園、兵庫県立木の殿堂
- 熊波渓谷
- 久須部渓谷 - 要滝、三段滝、鈴滝
- 鉢伏山
- 氷ノ山（日本の秘境100選）
- ハチ北高原
- 兎和野高原（日本百景） - 兎和野高原野外教育センター
- 神鍋高原・神鍋渓谷